# Sockerdricka

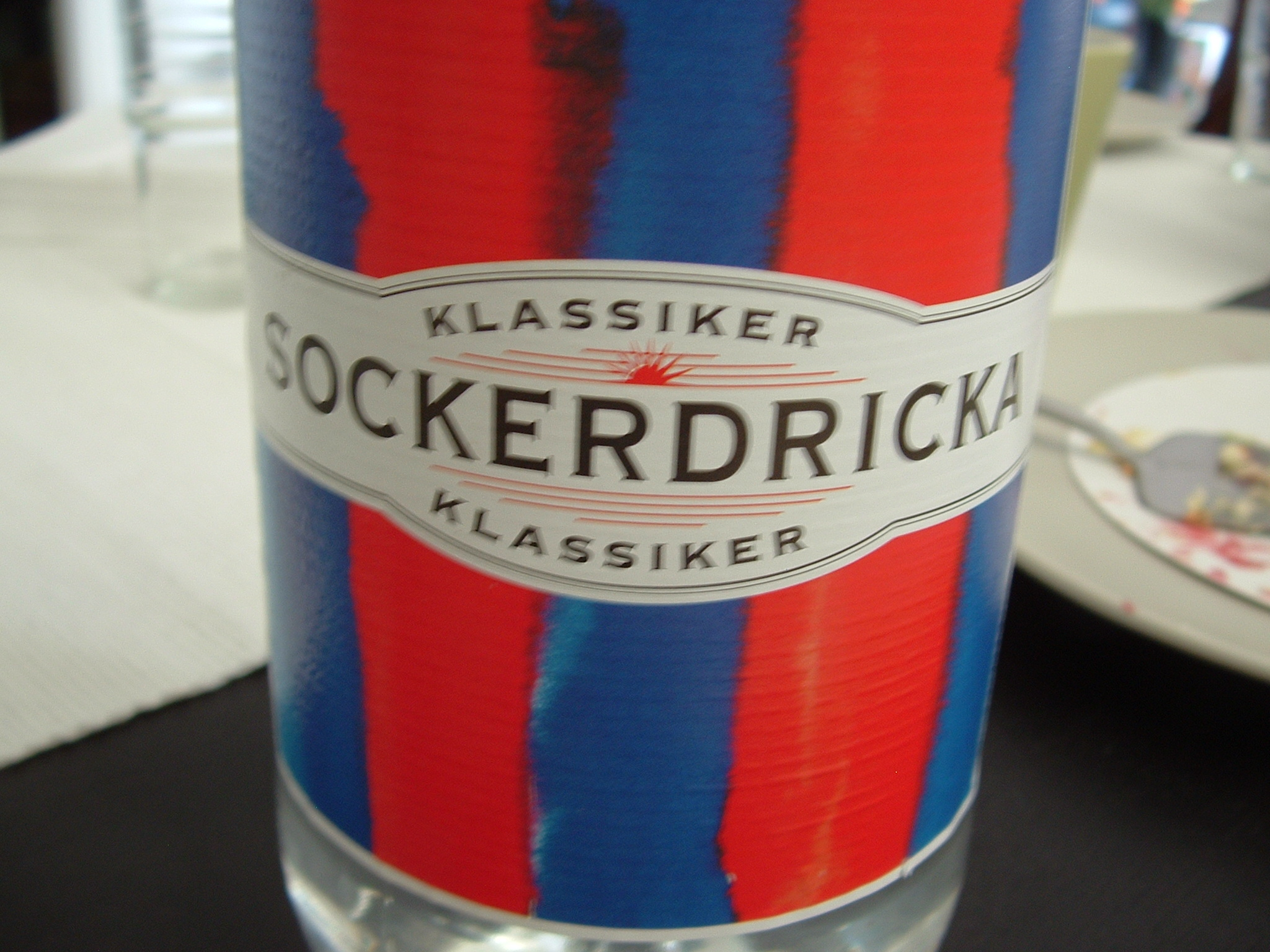
Etiket van Sockerdricka

Sockerdricka, in het Nederlands suikerdrank, is een Zweedse frisdrank, oorspronkelijk gemaakt van gember, maar tegenwoordig van koolzuurhoudend water met suiker en citroen. De smaak lijkt een beetje op die van 7Up en Sprite.